# Gravette (Arkansas)
Pour les articles homonymes, voir Gravette (homonymie).
Gravette est une municipalité du comté de Benton, dans l’État de l’Arkansas aux États-Unis.

## Démographie
| 1900 | 1910 | 1920 | 1930 | 1940 | 1950 |
| ---- | ---- | ---- | ---- | ---- | ---- |
| 447  | 569  | 754  | 812  | 865  | 894  |

| 1960 | 1970  | 1980  | 1990  | 2000  | 2010  |
| ---- | ----- | ----- | ----- | ----- | ----- |
| 855  | 1 154 | 1 218 | 1 412 | 1 810 | 2 325 |